# Carlos de Sigüenza y Góngora
Pour les articles homonymes, voir Gongora (homonymie).
Carlos de Sigüenza y Góngora (14 août 1645 à Mexico – 22 août 1700 à Mexico) est l'un des premiers grands intellectuels né dans le vice-royaume de Nouvelle-Espagne. Polymathe et écrivain, il occupa de nombreuses positions universitaires et gouvernementales. Les fouilles qu'il a dirigées à Teotihuacan en 1675 sont les premières excavations archéologiques réalisées au Mexique à l'époque coloniale,.

## Œuvres
- Oriental planeta evangélica, epopeya sacropanegyrica al apostol grande de las Indias S. Francisco Xavier (1662), poèmes.
- Primavera indiana, poema sacrohistórico, idea de María Santíssima de Guadalupe (1662), poèmes.
- Las Glorias de Queretaro (1668), poèmes.
- Teatro de virtudes políticas que constituyen a un Príncipe (1680). (OCLC 11451355)
- Glorias de Querétaro en la Nueva Congregación Eclesiástica de María Santíssima de Guadalupe... y el sumptuoso templo (1680). (OCLC 45056669)
- Libra astronomica (1681).
- Manifiesto philosóphico contra los cometas despojados del imperio que tenían sobre los tímidos (1681).
- Triumpho parthénico que en glorias de María Santíssima... celebró la... Academia Mexicana (1683), poèmes. (OCLC 20144573)
- Parayso Occidental, plantado y cultivado en su magnífico Real Convento de Jesüs María de México (1684).
- Piedad heroica de Don Hernando Cortés, Marqués del Valle (1689).
- Infortunios que Alonso Ramírez natural de la ciudad de S. Juan de Puerto Rico padeció... en poder de ingleses piratas (1690), novela.
- Libra astronómica y philosóphica en que... examina... lo que a [Sigüenza's] Manifiesto... contra los Cometas... opuso el R.P. Eusebio Francisco Kino (1691). (OCLC 62080376)
- Relación de lo sucedido a la armada de Barlovento en la isla de Santo Domingo con la quelna del Guarico (1691).
- Trofeo de la justicia española en el castigo de la alevosía francesa (1691).
- Descripción del seno de Santa María de Galve, alias Panzacola, de la Mobila y del Río Misisipi (1693).
- Elogio fúnebre de Sor Juana Inés de la Cruz (1695).